# 겟세마네

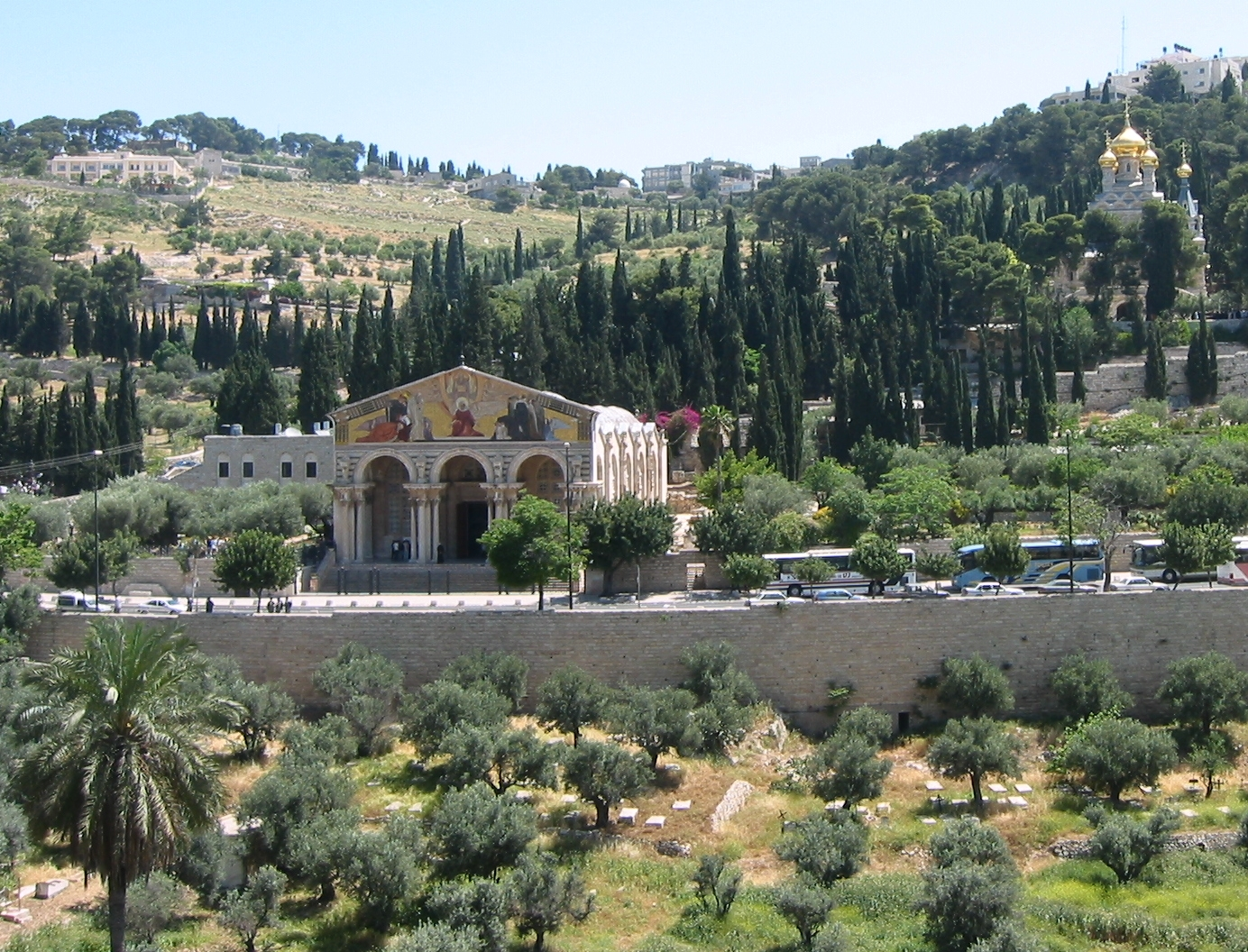
겟세마네

겟세마네(그리스어: Γεθσημανή) 혹은 겟세마니는 예루살렘의 동쪽, 기드론 계곡을 눈앞에 둔, 올리브산 (감람산)의 서쪽 기슭에 있는 동산으로서 예수는 가끔 제자들과 이 동산에 올라 기도를 드렸다고 전해진다. 특히 겟세마네는 예수가 죽기 전날 밤, 최후의 만찬을 끝내고 제자들과 함께 올라 슬픔과 고뇌에 찬 최후의 기도를 드린 동산으로, 그리고 유다의 배반으로 예수의 체포가 이루어진 장소이다.
겟세마네 기도는 예수의 마지막 기도이다. 여기서 예수는 자신의 죽음을 알고 그것을 피하기 원한다고 했다. 하지만, 그의 기도는 아버지의 뜻대로 진행되기를 원했다. 이에 반하여 제자들은 잠을 자고 있었고 예수의 죽음이 갖는 의미를 알아채리지 못했다.

## 어원
겟세마네라는 이름은 『마태복음』과 『마가복음』의 그리스어 원문에 Γεθσημανή (Gethsēmanḗ)로 등장한다. 이 명칭은 아람어 ܓܕܣܡܢ (Gaḏ-Smān) 또는 히브리어 גַּת שְׁמָנִים (gath shǝmānim)에서 유래한 것으로, '기름 짜는 틀', 즉 '올리브유 압착기'를 의미한다. 마태복음 26장 36절과 마가복음 14장 32절에서는 이 장소를 χωρίον (chōríon)이라 하여, '장소' 혹은 '사유지'라는 의미로 묘사하고 있다. 한편, 『요한복음』에서는 예수가 제자들과 함께 κῆπος (kêpos), 즉 '동산'에 들어가셨다고 기록하고 있다.

## 겟세마네 교회
감람산 서쪽 기슭에는 겟세마네 동산이 있다. 겟세마네 교회는 예수가 로마군에게 잡하시기 전날 밤 무릎을 꿇고 기도한 곳이다.이곳에 세워진 겟세마네 교회는 서기 375 ∼395년에 데오도시우스 1세에 의해 건축된 교회였으나 614년 페르시아 침입시 파괴되었으며 8세기에 지진으로 또다시 파괴되었다. 현재의 교회는 1919년에 세워진 것으로 가능한 한 옛 모습을 재현코자 했기 때문에 4세기 종반의 바실리카 모양이나 비잔틴 시대의 모양과 벽의 자취가 그대로 남아 있다. 한편 이 교회는 여러 나라에서 보내온 헌금으로 건립되었다는 점에서 만국민의 교회라고도 불린다.

## 같이 보기
- 성시간